# AS Cuines-Val d'Arc
Association Sportive de Cuines-La Chambre is een Franse voetbalclub uit Saint-Étienne-de-Cuines, waarvan het eerste mannentram uitkomt in de Promotion Excellence van de Franse voetbalbond. De club ontstond in 1938 uit een fusie tussen ES La Chambre en CS Glandon. AS Cuines-Val d'Arc speelt haar wedstrijden op het sportcomplex Stade Aimé Chianale. De clubkleuren zijn zwart met wit.

## Historie
1976: De club werd opgericht onder de naam Olympique de Cuines.
1997: Naamsverandering van AS Cuines-La Chambre naar AS Cuines-Val d'Arc.
2005: AS Cuines-Val d'Arc werd onthouden van promotie naar de Division d'Excellence door de arbitragecommissie van de FFF.

## Erelijst
- District de Savoie[1]

Kampioen Première Division: 1961,1971, 1977, 2003, 2014 (11e niveau)
Kampioen Deuxième Division: 2012 (12e niveau)
Kampioen Coupe Dupuy: 1975 (Districtsbeker)

## Prominente (oud-)spelers
Fabrice Bozon